# Syndrome de Volkmann
Pour les articles homonymes, voir Volkmann.
 Mise en garde médicale
Le syndrome de Volkmann est une manifestation anatomo-clinique caractérisée par une rétraction ischémique des longs fléchisseurs des doigts, aboutissant à une déformation définitive de la main caractéristique en forme de griffe.
Il correspond à un syndrome des loges, et est lié : 
- à l'augmentation de pression à l'intérieur des loges musculaires antérieurs de l'avant bras à la suite de l'œdème post-traumatique par ischémie ou hématome, 
- à la diminution du volume de la loge lié à une immobilisation trop compressive.
Ce syndrome est donc une des complications redoutées dans le cadre de douleur à la suite d'une immobilisation rigide par plâtre ou résine.

## Examen clinique
Le diagnostic est essentiellement clinique avec une douleur très intense au niveau de l'avant bras, augmentée par la mise en tension des muscles de la loge antérieur de l'avant bras et la contraction musculaire.
Il apparaît ensuite des troubles sensitifs (paresthésies, hypoesthésie puis anesthésie) suivi de troubles moteurs (parésie puis paralysie) qui peuvent devenir définitif en l'absence d'un traitement urgent par incision de décharge.
Le diagnostic doit absolument être évoqué dès le stade des douleurs et ne pas attendre les complications neurologiques, et amener à l'ablation immédiate de l'immobilisation.

## Traitement
En tout premier lieu, il faut retirer l'immobilisation (plâtre, résine ou bandage) si elle est présente afin de relâcher la pression au niveau de la loge
Ensuite, une aponévrotomie de décharge doit être réalisée le plus rapidement possible afin de limiter au maximum les séquelles, mais peut être réalisée jusqu'à la 48ème heure si nécessaire.

## Source
1. ↑  « Syndrome de loges au membre supérieur », sur Institut Français de Chirurgie de la Main, 17 juillet 2014 (consulté le 4 mars 2020)
2. ↑  « FMPMC-PS - Orthopédie - Questions d’internat », sur www.chups.jussieu.fr (consulté le 4 mars 2020)
3. ↑  A-C Masquelet, « technique chirurgicale des syndromes des loges », EMC techniques chirurgicales Orthopédie-Traumatologie,‎ 2015

- corpus médical de la faculté de médecine de Grenoble.